# Liste de journaux en Tchéquie
Voici une liste de journaux et magazines publiés en Tchéquie :

## Journaux
- Mladá fronta Dnes (Jeune Front - Aujourd'hui)
- Právo (Le Droit)
- Lidové noviny (Quotidien du peuple)
- Hospodářské noviny (Quotidien économique)
- Blesk (L'Éclair), un tabloïd
- Aha, un tabloïd
- Prager Zeitung, un hebdomadaire de langue allemande destiné à la communauté germanophone tchèque.

### Ancien journaux
- Svobodné slovo (Le Mot libre)
- Práce (Le Travail)
- Pestrý týden

## Magazines
- Respekt (Le Respect)

## Revues spécialisées
- Loutkář, revue sur le théâtre de marionnettes.